# Василиј Каразин
Василиј Каразин био je интелектуалац, изумитељ и оснивач Министарства националног образовања у Руском империју. 
Објављивао научне радове у Украјини. Оснивач је Универзитета у Харкову, који и данас носи његово име. Познат је и по томе што се опирао, ономе што је по његовом мишљењу, колонијална експлоатација Украјине од стране Руском импeрија.

## Порекло
Син Назара Каразина. Његова породица је Караџа. Према различитим изворима је бугарског, српског, грчког поријекла.  Себе је сматрао етничким Србином а изворни облик презимена породице био је Караџић. Његов прадеда, Василиј Назаровић, био је архиепископ Софије.